# Мърнявчевичи
Мърнявчеви или Мърнявчевичи (на сръбски: Мрњавчевићи) е средновековен владетелски род, наследил кралската титла на Неманичите, получена през 1217 година от папа Хонорий III. Той се утвърждава в периода 1366 – 1395 г., когато започват процесите на децентрализация на Сърбия след смъртта на цар Стефан Душан. Териториите, които владеят неговите представители, обхващат почти цяла днешна Северна Македония. Според преданията са съществували трима братя – Углеша († 26.9.1371), Вълкашин (ок. 1320 – 26.9.1371) и Гойку, синове на Мърнян (или Мърнява), но исторически сведения има само за първите двама.
Углеша налага господството си над най-южните македонски земи, като резиденцията му е в Сяр. Носи деспотска титла и за да укрепи положението си, взема за съпруга Ефимия, дъщеря на драмския владетел, кесаря Войхна. Земите му са пряко заплашени от нашествието на османските турци и затова в началото на на 1370-те години той поема инициативата за християнски поход срещу тях, но успява да спечели за каузата единствено Вълкашин. Брат му е жупан на Прилеп, когато градът и неговата област все още принадлежат на държавата на Стефан Душан. Синът на Душан, цар Стефан Урош V, го провъзгласява за деспот, а през 1366 г. Вълкашин приема кралска титла, без да има сведения тя да му е била оспорвана. Освен Прилеп той владее Скопие и Призрен и заедно с братовите му владения тези земи запазват политическата си самостоятелност близо четиридесет години. През 1371 г. кралят откликва на призива на деспот Углеша за съвместен поход срещу турците, но в битката при Черномен (26 септември 1371), по долното течение на река Марица, двамата са разгромени и намират смъртта си. Освен на Милица (Оливера), омъжена за зетския владетел Джурадж I Балшич, Вълкашин е баща и на четирима синове: Марко, Андриаш, Димитър и Иваниш. Съществуването на последния не е сигурно.
Наследникът му Марко, приел бащината си кралска титла (1371 – 1395) и теоретично властта над всички земи на крал Вълкашин и деспот Углеша, е превърнат от преданията на южните славяни в легендарен герой, защитник на потиснатите и борец срещу османските завоеватели. Всъщност атакуван от съседните си християнски владетели, той е принуден да се признае за васал на султана и запазва под своя власт само територии около Прелеп. Участва на турска страна в битката при Ровине (1395) срещу войските на влашкия войвода Мирча Стари, където загива. Женен е за Елена, дъщеря на Радослав Хлапен, войвода на Бер и Воден в Македония, но няма сигурни сведения за потомството му.
След гибелта на Крали Марко османските турци слагат ръка на земите му, а двамата му братя Андриаш и Димитър, намират спасение в Унгария. Димитър заема важни постове в двора на крал Сигизмунд I, изпълнява различни дипломатически мисии и умира през 1407 г. като кастелан на Вилагош.